# Трондур Крагестен
Трондур Крагестен (фар. Tróndur Kragesteen; 2 серпня 1987) — фарерський гандболіст. Виступає за гандбольний клуб 	
Neistin та національну збірну Фарерських островів. Раніше виступав за ÍF Føroyar.